# Alessandro Tomassoni
Alessandro Tomassoni, auch bekannt als Alessandro da Terni (* um 1508 in Terni; † Juni 1555 in Narni), war ein italienischer Condottiere.

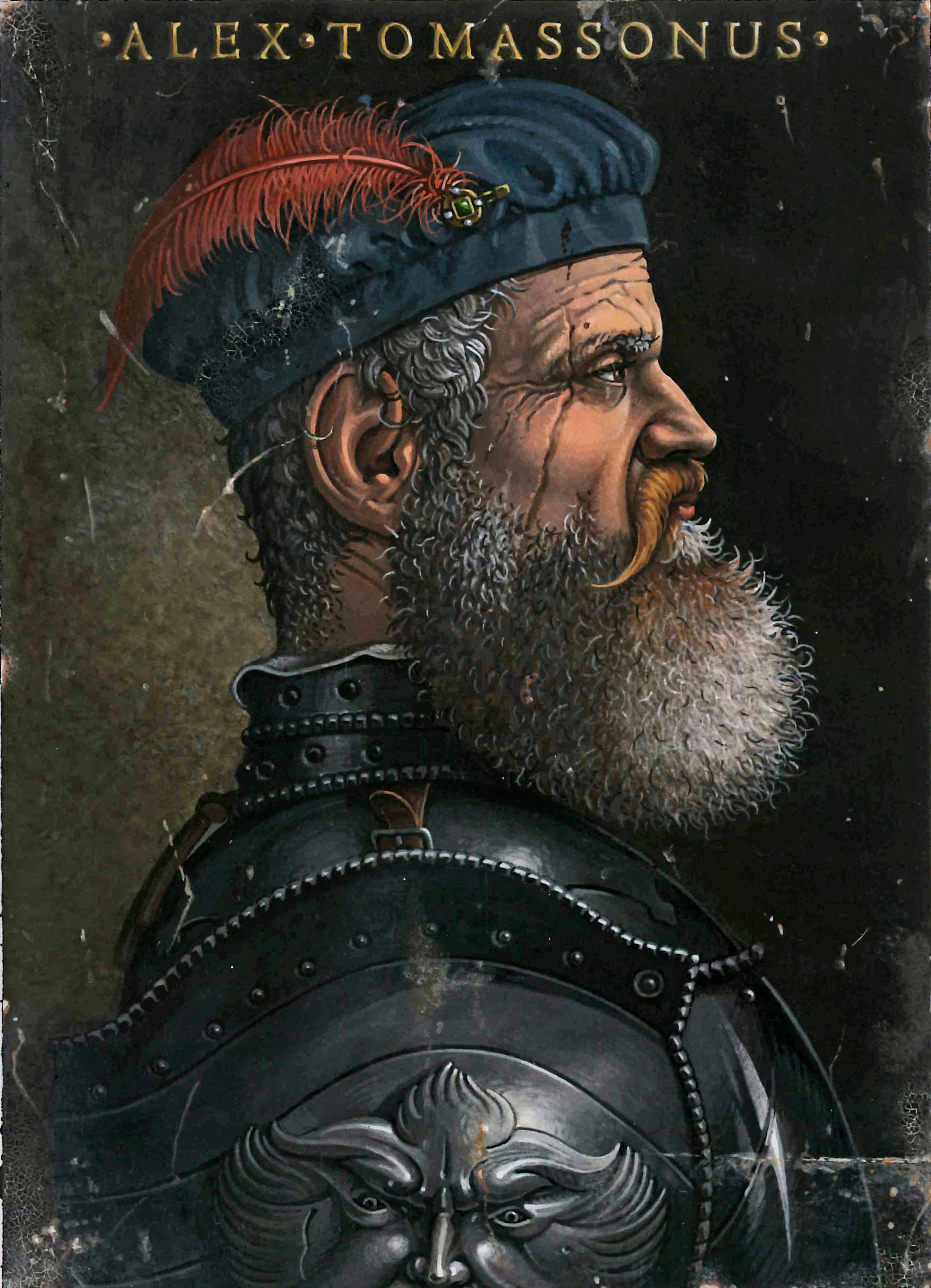
Alessandro da Terni

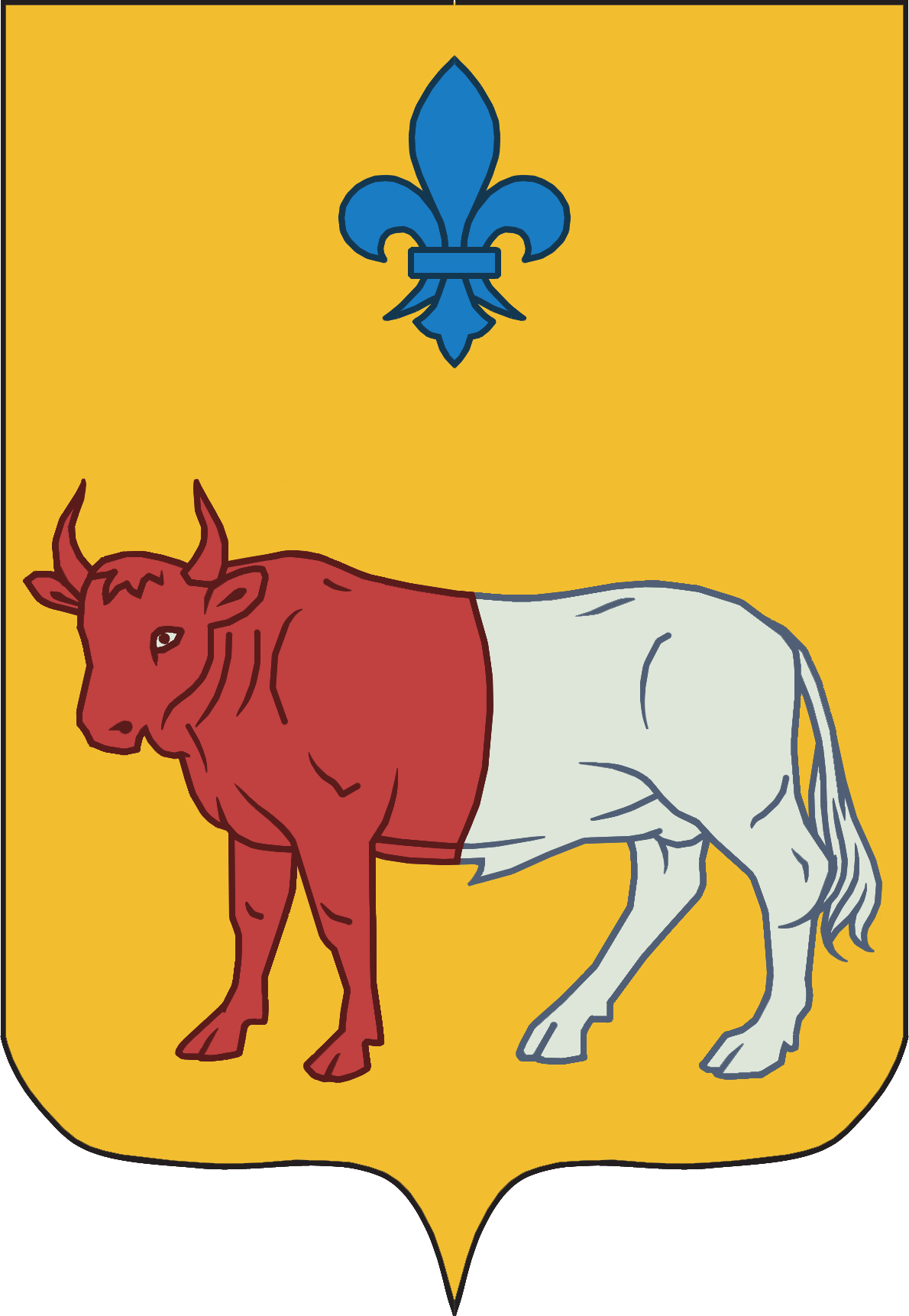
Wappen der Fam. Tomassoni

## Leben

### Jugend
Der „militärische Stammvater“ der Familie Tomassoni war Alessandro, der ältere Bruder von Lucantonio.
Alessandro wurde um 1508 in Terni geboren und durchlief eine militärische Laufbahn, die ihn vom niedrigsten Rang bis zum General der päpstlichen Armee und zum geschätzten Militäringenieur führte. Er begann seine militärische Laufbahn unter dem Kommando von Gentil Virginio Orsini, Graf von Anguillara (ältester Sohn von Napoleon di Carlo Orsini, Herr von Bracciano, und Francesca di Orso Orsini), bereiste das Mittelmeer im Kampf gegen die Türken und nahm an der Eroberung von Tunis im Rahmen der von Karl V. befohlenen Expedition teil. Im Jahr 1536, im Alter von nur 28 Jahren, befehligte er die päpstlichen Truppen und besetzte die Markgrafschaft Zibello, um sie im Auftrag von Papst Paul III. mit dem neuen Staat von Parma und Piacenza zu vereinigen. Als Offizier Orsinis nahm er 1537 an mehreren Expeditionen ins Griechische Meer und nach Apulien teil.

### Militärische Karriere
Am 27. September 1538 landete Colonel Alessandro Tomassoni mit einer Abteilung der päpstlichen Infanterie in Prevesa, einem befestigten Vorgebirge, das die Inseln Zante und Kefalonia kontrollierte. Wie Paolo Giovio (1483–552) in seiner Istoria berichtet, die von dem Literaturgeschichtler und Humanisten Francesco Angeloni zitiert wird, wurde die Expedition von den Janitscharen ins Meer zurückgeworfen, aber Alessandro konnte sie aufhalten. Dieser Widerstand der tapferen Ternianer ermöglichte es die Artillerie zu bergen, von der einige Teile an Land gebracht wurden, und auf den päpstlichen Galeeren sicher nach Korfu zurückkehren.

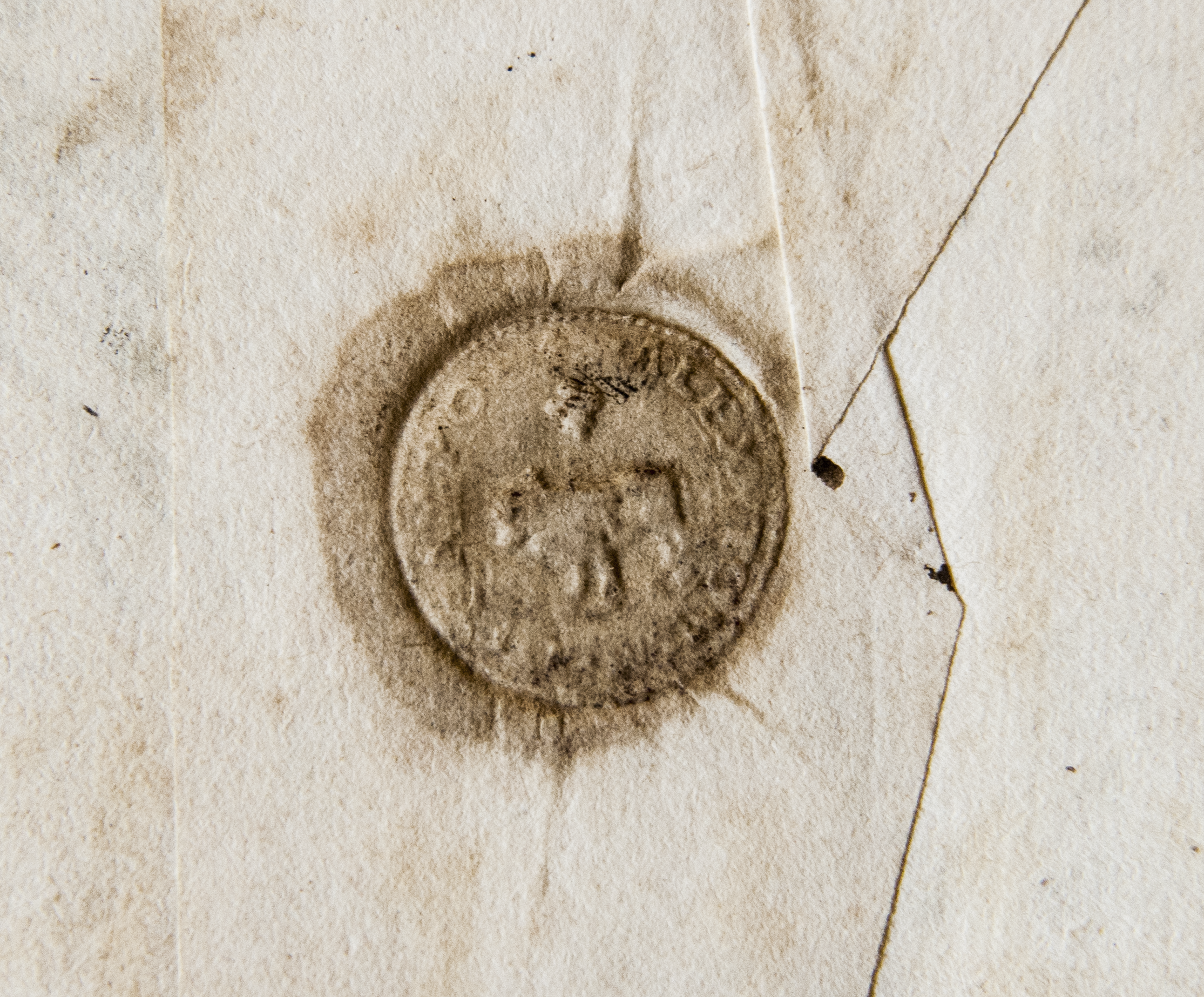
Siegel (mit Wappen) von A. Tomassoni, während seiner Tätigkeit als Mastro di Campo in der Gegend von Mantua, mit der Inschrift: ALEX - TOM - M - DI - CAMPO (ca. 1547)

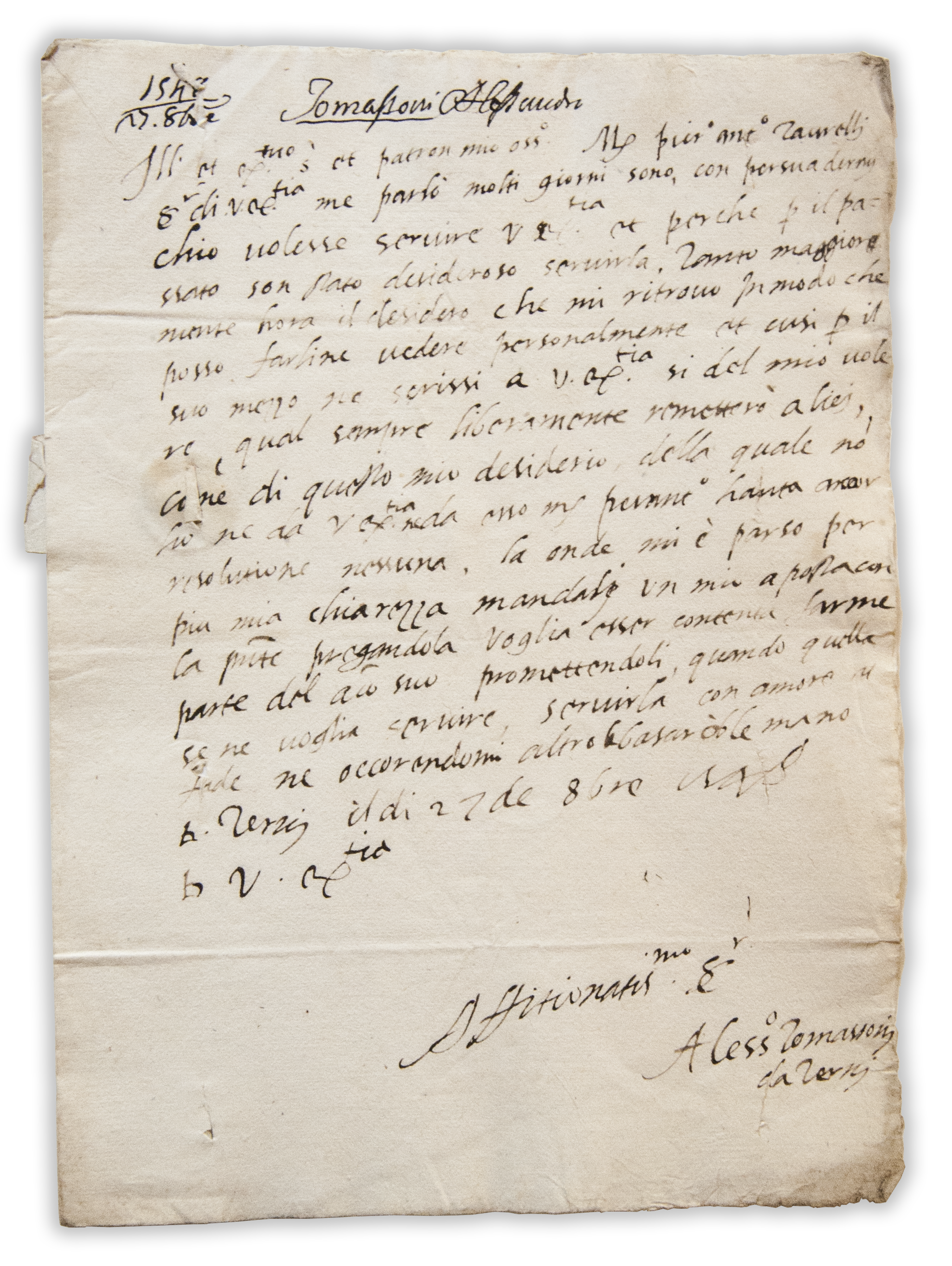
Brief von A. Tomassoni an den Herzog von Ferrara, Modena und Reggio Ercole II. d’Este

Im Jahr 1540, im Alter von 32 Jahren, war er einer der Hauptbefehlshaber im sogenannten Salzkrieg gegen die Kavallerie von Rodolfo Baglioni, zuerst bei Perugia und dann bei Paliano. Alessandro Tomassoni belagerte die Burg von Torgiano am Zusammenfluss von Tiber und Chiascio. Er errang einen wichtigen Sieg, als er die Truppen von Ascanio della Corgna bei Ponte San Giovanni und Pretola besiegte. Der Krieg endete mit der Niederlage der Perugianer und dem Ende ihrer Unabhängigkeit.
In Perugia arbeitete Alessandro mit seinen Kenntnissen im Bereich der militärischen Befestigungen zwischen 1540 und 1541 mit Antonio da Sangallo dem Jüngeren (1484–1546) an der Neugestaltung des Geländes, auf dem die Rocca Paolina errichtet werden sollte, die der Papst anstelle der Häuser der Familie Baglioni und anderer Persönlichkeiten errichten ließ, um die Unterwerfung der Stadt unter den Kirchenstaat zu bekräftigen.
Im Frühjahr 1541 verließ Alessandro Perugia, um am Krieg von Paliano teilzunehmen, der von Papst Paul III. Farnese, einem erbitterten Feind der Colonna, angezettelt worden war, gegen den er sein Heer unter dem Kommando seines Sohnes Pierluigi in Stellung brachte, dessen Infanterie unter dem Kommando des Feldmarschalls Alessandro Tomassoni stand.
Er belagerte die Rocca di Papa, in der sich ein Teil der Familie Colonna verbarrikadiert hatte, die nach kurzer Zeit kapitulieren musste. In der Nähe von Monte Compatri besiegte Alessandro die Truppen der Colonna, die sich nach Paliano geflüchtet hatten. Tomassoni verfolgte die Überlebenden erneut und schlug sie bei Ceciliano. Nun war die Festung von Paliano an der Reihe zu kapitulieren- Alessandro wurde zum Helden der päpstlichen Truppen und gleichzeitig zum Vertrauten des Papstes und seines Sohnes Pierluigi, dem er half, von den Sforzas und Gonzagas jene Ländereien zu erobern, die später das Herzogtum Parma und Piacenza bilden sollten.
Vom päpstlichen Heermeister stieg er zum herzoglichen Heermeister von Pierluigi Farnese auf, dem ranghöchsten Mitglied in der Armee des Papstsohnes.
Alessandro unterhielt weiterhin Beziehungen und einen Wohnsitz in Terni und wurde am 6. Juli 1545 von der Stadt zum Abgeordneten gewählt, um eine heikle diplomatische Angelegenheit mit Rieti zu regeln. Pierluigi Farnese wurde am 10. September 1547 ermordet und Paul III. starb zwei Jahre später.
Alessandro unterstand dem 1550 gewählten Papst Julius III. (Giovanni Maria Ciocchi del Monte di San Savino) und spielte erneut eine entscheidende Rolle, als nach dem Tod von Galeotto II. Pico della Mirandola dessen Sohn Ludovico II., ein Verbündeter der Franzosen und Feind des Reiches und des Papsttums, an dessen Stelle trat und mit dem er in Konflikt geriet. Alessandro beteiligte sich 1552 an der Belagerung der Stadt Mirandola und eroberte sie nach zehn Monaten, obwohl er diesen strategischen Feldzug für sinnlos und kostspielig hielt. Im März 1553 zog er nach Siena, das sich 1552 gegen den Kaiser und die spanischen Truppen aufgelehnt und mit Frankreich verbündet hatte. Alessandro machte sich daran, den letzten unabhängigen italienischen Staat mittelalterlichen Ursprungs, die Republik Siena, zu verteidigen, und führte eine kleine Armee an, der es gelang, einige wichtige Erfolge zu erzielen.

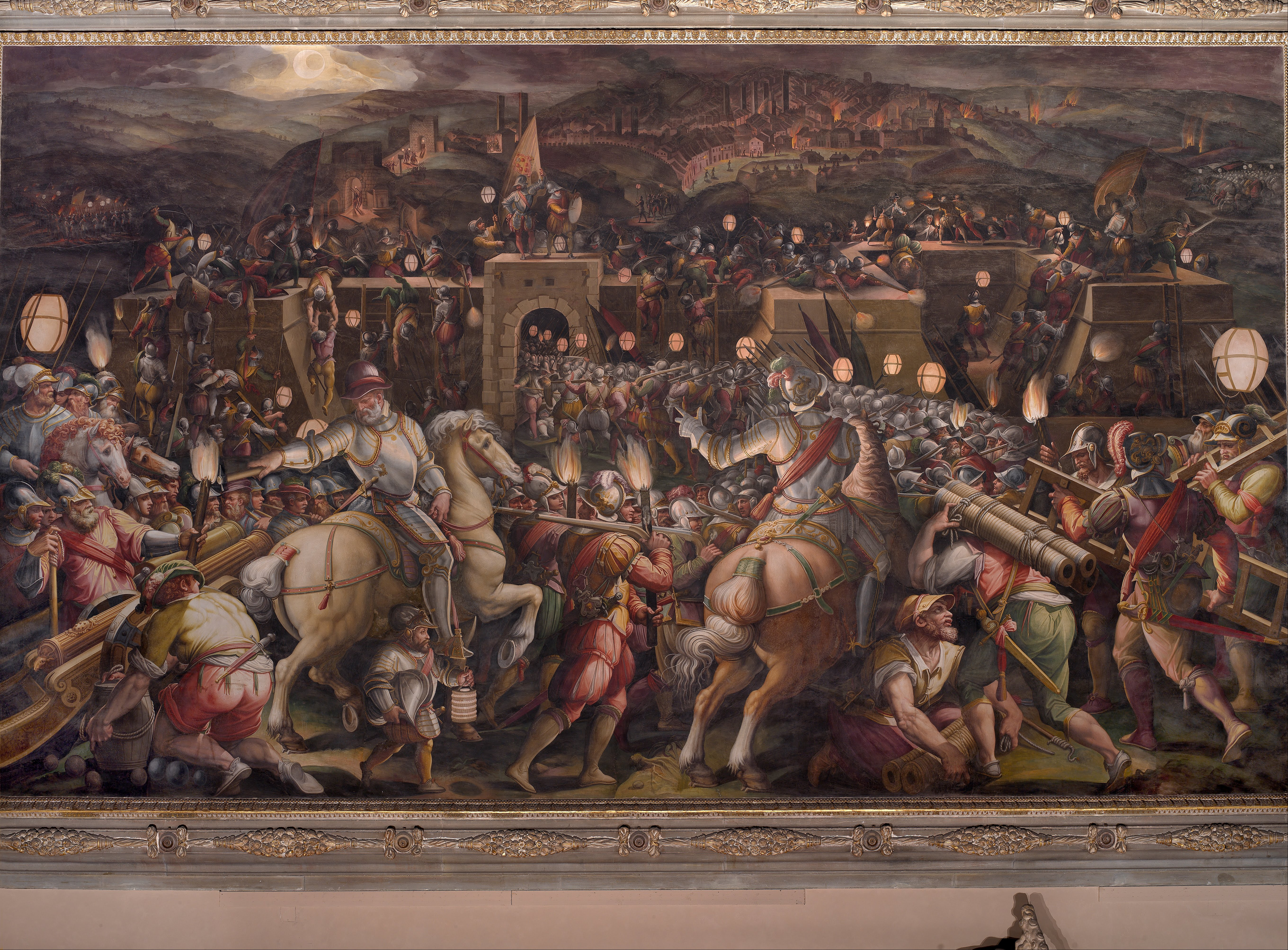
Der Marchese von Marignano greift das Camollia-Tor von Siena an, das von den Truppen von Alessandro da Terni verteidigt wird (Giorgio Vasari, 1567–1570, Salone dei Cinquecento, Palazzo Vecchio, Florenz)

Am 19. Mai 1553 kehrte er nach Siena zurück, um die Stadt zu verteidigen, musste aber am 17. April 1555 kapitulieren.
Alexander wollte sich nicht ergeben und floh mit den Überlebenden seiner Truppen nach Porto Ercole bei Argentario, damals sienesisches Territorium, um dort auf die französische Flotte zu warten. Nach 45 Tagen begann der endgültige Angriff der kaiserlichen und florentinischen Truppen. Durch einen Kanonenschuss tödlich verwundet, wurde er auf die im Hafen stationierte Galeere von Piero Strozzi gebracht. Er wurde in ein Krankenhaus in Civitavecchia und von dort nach Terni gebracht. Alessandro starb während des Transportes und wurde Mitte Juni in Terni ehrenvoll beigesetzt.

### Der älteste Sohn Raimondo
Alessandro hatte zwei Söhne. Der älteste Sohn war Raimondo, der um 1540 in Terni geboren wurde und in den Reihen des Großherzogs der Toskana Ferdinando I. de’ Medici diente. Im Gefolge dieses Herrschers kämpfte er fünf Jahre lang im langen Türkenkrieg in Ungarn und zeichnete sich durch denkwürdige Taten aus.

„Raymond zeichnete sich in der Schlacht von Jaszberény und bei der Befreiung der Stadt Strigonia im Jahr 1597 aus.“

Er wurde 1598 vom Kirchenstaat nach Rom als Oberbefehlshaber des Distrikts Ferrara berufen und starb auf dem Weg dorthin in Rimini.

### Der zweite Sohn Enea
Der jüngere Sohn Enea wurde um 1545 in Terni geboren. Er war 1565 Hauptmann in der Armee von Pompeo und Giovanni Prospero Colonna und nahm 1571 an der Seeschlacht von Lepanto teil, wo er starb. Enea kämpfte mit seinem Onkel Lucantonio Tomassoni in Griechenland und Malta. Auf Malta stand er unter dem Kommando von Prospero Colonna, dem Leutnant der päpstlichen Flotte.
Er wird in einem Dokument vom 15. September 1599 erwähnt, in dem seine Vorfahren: Ranuccio und seine in Rom ansässigen Brüder Ottavio, Giovan Francesco und Mario zugunsten ihres Bruders Alessandro eine Vollmacht zur Verwaltung einiger Güter ausstellten, in der Alessandro, sein Onkel väterlicherseits (Alessandro der Ältere) und dessen Sohn Enea erwähnt werden:

“Die 15 sept. 1599. In mei costituti personaliter ill. dd. Octavius, Ioannes, Franciscus, Marius et Rainutius fratres de Thomassonibus Franciscus, Marius et Rainutius fratres de Thomassonibus romani sponte fecerunt constituerunt procuratorem ill. D. Alexandrum Thomassonum eorum fratrem germanum etc. per terras, et oliveta, et alia fideicommissa q. bo. Me. ill. d. capitanei Alexandri Thomassoni eorum patrui subiecta a filiabus q.d. capitanei Eneae Thomassoni, seu earum matre, et aliis illicitis detentoribus, et occupatoribus terrarium, olivetorum”